# Sigfried Giedion
Siegfried Giedion (14 avril 1888 à Prague — 10 avril 1968 à Zurich) est un historien et critique de l'architecture.

## Biographie
Giedion étudia l'histoire de l'art à Bâle sous la direction d'Heinrich Wölfflin. Il enseigna lui-même cette discipline au Massachusetts Institute of Technology et à l'université Harvard (1938-39) où Walter Gropius l'avait invité à donner des conférences. Il se spécialisa très tôt dans l'histoire de l'architecture et chercha à donner une unité et un sens aux mouvements architecturaux contemporains :
– en les situant dans une lignée historique ;
– en leur trouvant une unité de principe, à rechercher dans la société et la culture technique qui les avaient vus naître.
Il participa en 1930 au troisième cours universitaire de Davos, avec de nombreux  intellectuels français et allemands.
Giedion termina sa carrière à l'École polytechnique fédérale de Zurich.
Il était très marqué par le formalisme hégélien. Dans ses ouvrages, il ne sépare pas l'histoire de l'architecture d'une société de son développement scientifique et technique, toute société humaine étant considérée comme un système avec sa logique propre. Les analyses de Giedion s'appuient sur des recherches en histoire des techniques souvent fouillées et intéressantes (notamment dans La Mécanisation au pouvoir), et les liens qu'il dégage entre art et société sont originaux : l'étude sur Percier et Fontaine, les architectes du Premier Empire, et leur inscription dans un contexte de perte des valeurs aristocratiques, est convaincante. En revanche, ses sources sont parfois bizarres ou partielles (par exemple sur l'histoire de la serrurerie, presque exclusivement centrée sur la technique américaine du XIXe siècle), et il n'échappe pas au « mythe du héros », c'est-à-dire à la tentation de chercher un pionnier, un inventeur unique, une idée première derrière les inventions et les découvertes, alors que de telles questions n'ont pas réellement d'intérêt scientifique, mais faut-il absolument qu'une étude ait un intérêt scientifique ?

## Œuvres
- Spätbarocker und romantischer Klassizismus, 1922, Munich
- Construire en France, construire en fer, construire en béton (1928, trad. fr. 2000), éd. de la Villette, coll. Textes fondamentaux modernes, 176 p.,  (ISBN 2-903539-55-3)
- Préface de l'Œuvre Complète 1929-1934 de Le Corbusier, édition Girsberger, 1935. Le Corbusier et Pierre Jeanneret, œuvre complète, 1929-1934 (BNF 31832830)
- Espace, temps, architecture [« Space, Time and Architecture - Harvard, Cambridge Univ. Press »]  (trad. de l'allemand par Françoise-Marie Rosset), 1941, Denoël, coll. « Médiations », 1990 (réimpr. 1978, 2004), 534 p., broché 11×17,5 cm (ISBN 978-2-207-23752-6 et 2-207-23752-4, présentation en ligne), p. 43
- La Mécanisation au pouvoir [« Mechanization takes command »]  (trad. de l'anglais par Paule Guivarch), Paris, Denoël, coll. « Médiations », 1948 (oxford univ. press) (réimpr. 1980, 2004), 244 p., 3 vol. (ISBN 978-2-282-30233-1 et 2-282-30233-8)
- A decade of new architecture / Dix ans d'architecture contemporaine. (1951), Zurich, 232 p.
- Walter Gropius, work and teamwork, London, Architectural press, 1954.Walter Gropius, work and teamwork (BNF 32164313)
- L'Éternel présent en deux volumes, Bruxelles 1965-1966. L'Éternel présent : constance et changement : une contribution [« The Eternal present »]  (trad. Eleonore Bille-De Mot), Éditions de la Connaissance, 1965-1966, 417 et 392 p. (BNF 33024788)